# Коперникански обрт
Коперникански обрт или Коперниканска револуција представља промену парадигме Птоломејског астрономског модела, који објашњава космос kao геоцентрични систем, хелиоцентричним моделом са Сунцем у центру Соларног система. Ова револуција састојала се из две фазе. Прва фаза била је математичке природе, док је друга обележена издавањем Галилејевог памфлета 1610 - Sidereus Nuncius. Почев од објављивања Коперниковог дела De revolutionibus orbium coelestium, доприноси "револуцији" настављени су све до дела Исака Њутна читав век касније.

## Хелиоцентризам

### Пре Коперника
"Коперниканска револуција" названа је по Николи Копернику, чији је Commentariolus, написан пре 1514. године био прва експлицитна презентација хелиоцентричног модела у Ренесансном учењу. Идеја хелиоцентризма је много старија и датира од периода Аристарха са Самоса, хеленског аутора из 3. века пре нове ере. Могуће је да је он имао инспирацију старијих концепата Питагорејаца. Антички хелиоцентризам је, међутим, био засењен геоцентричним моделом изложеним у Птоломејевом Алмагесту, и прихваћеним у аристотелијанизму.
Европски учењаци били су још од 13. века, свесни проблема са којима се суочавала птоломејевска астрономија. Дебата је покренута рецепцијом Авероесове критике Птоломеја, и ревитализована је поновним стицањем Птоломејевог текста и његовог превода на латински средином 15. века.
Стање проблема, какво је Коперник затекао, резимирано је у Theoricae novae planetarum Georg von Peuerbach-а. Текст је састављен 1454. године из бележака његовог студента Региомонтана, али је одштампан тек 1472. године Peuerbach настоји да да нови, математички елегантнији опис Птоломејевог система, али на том путу не долази до хелиоцентризма. Сам Региомонтан био је учитељ Domenico Maria Novara da Ferrara-а, који је био учитељ Коперника.
Постоји могућност да је Региомонтан оформио неку врсту хелиоцентричног система пре своје смрти 1476. године Разлози за веровање у то су његово посвећивање пажње хелиоцентричној теорији Аристарха у каснијим делима, и такође спомињање "кретања Земље" у једном писму.

### Никола Коперник
Коперник је студирао на Универзитету у Болоњи, током 1496.-1501., где је постао асистент Domenico Maria Novara da Ferrara-а. Коперник развија експлицитни хелиоцентрични модел планетарног кретања, најпре у кратком делу Commentariolus, нешто пре 1514., које је циркулисало међу његовим познаницима у ограниченом броју копија. Наставио је да рафинише свој систем до објављивања свог већег дела  De revolutionibus orbium coelestium (1543), које је садржало детаљније дијаграме и табеле.
Коперникански модел претендује да пружи опис физичке реалности космоса. Тако нешто се није сматрало да је могуће за птоломејски модел. Коперник је Земљу преместио из центра универзума, поставио небеска тела у кретање око Сунца, и увео Земљино дневно окретање око њене осе. Док је Коперниково дело иницирало "Коперниканску револуцију", оно није означило и њен крај. Заправо, Коперников систем имао је неколико недостатака који су захтевали преправку од каснијих астронома.
Коперник није само реализовао теорију која се тиче природе Сунца у односу на Земљу, већ је детаљно радио да разоткривању мана геоцентричне теорије. У чланку о хелиоцентризму као моделу, аутор Owen Gingerich наводи да, како би убедио друге у тачност свог модела, Коперник је осмислио механизам који ће вратити опис небеских кретања у "савршену комбинацију кругова". Упркос негодовањима око његове идеје се универзум не врти око Земље, успео је да добија подршку научника и астролога, који су тврдили да је овај систем омогућавао боље разумевање астрономских концепата него геоцентрични систем.

## Рецепција

### Тихо Брахе
Тихо Брахе (1546-1601) био је дански племић који је био познат као астроном у своје време. Био је неопходан даљи напредак у разумевању космоса, што је захтевало нове и прецизније опсервације. Тихо Брахе је на том путу постигао велики успех. Тихо је формулисао геохелиоцентризам, што би значило да се Сунце окреће око Земље, док се остале планете окрећу око Сунца. Иако је ценио Коперникова запажања, као и многи други није могао да се помири са тим да Земља није статична.
Године 1572., Тихо запажа нову звезду у сазвежђу Касиопеја. Током 18 месеци, звезда је сијала на небу без видљиве паралаксе, што је указивало на то да је она део небеске регије звезда која одговара Аристотеловом моделу. Међутим, према том моделу, ниједна промена на небу није била могућа. Тихо Брахе је својим запажањем дискредитовао овај модел, уочивши 1577. велику комету на небу. Према овим опажањима паралаксе, комета је пролазила кроз регију планета. Према Аристотеловој теорији, једино униформно циркуларно кретање на чврстим сферама постојало је у овој регији, не остављајући могућност да се комета ту нађе. Тихо је закључио да нема таквих сфера, што је отворило простора за питање шта држи планету у орбити.
Под покрићем данског краља, Тихо Брахе је основао Uraniborg, опсерваторију на острву Вен. Током 20 година, Тихо и његов тим астронома вршили су астрономске опсервације које су биле изразито прецизније у односу на постојеће опсервације. Показаће се да су та запажања од виталног значаја за будуће астрономске пробоје.

### Кеплер
Главни чланак: Јохан Кеплер
Кеплер се запослио као асистент Тихо Брахеа. Након Брахеове изненадне смрти, Кеплер га је заменио на месту ројалног математичара цара Рудолфа II. Тада му је омогућено да користи Брахеове опсервације и тако направи изванредне продоре у астрономији. Не би успео да формулише своје законе да није био у поседу Брахеових опсервација. Оне су омогућиле Кеплеру да докаже да се планете крећу по елипсама, и да се Сунце не налази у центру орбите већ у фокусу. Галилео Галилеј дошао је након Кеплера и развио сопствени телескоп са толиком могућношћу увеличавања, који му је омогућио да анализира Венеру и открије да има мене као и Месец. Откриће мена Венере било је једно од одлучујућих разлога за прелаз са геоцентричног на хелиоцентрични систем. Њутнови Математички принципи природне филозфије заокружили су коперниканску револуцију. Развој његових закона планетарног кретања и универзалног закона гравитације објаснили су кретање на небу путем гравитационе силе привлачности између два објекта.
Године 1596., Кеплер објављује своју прву књигу Космичке мистерије, која је друга (након Thomas Digges-а 1576.) која у афирмативном тону говори о коперниканској космологији од 1540. Књига описује његов модел који се служи питагорејском математиком и Платоновим правилним полиедрима како би се објаснио број планета, њихове пропорције и њихов распоред. Књига је завредила уважавање Тиха Брахеа толико да га је Брахе позвао у Праг да буде његов асистент.
Године 1600., Кеплер се окреће истраживању орбите Марса, другој најексцентричнијој планети од свих шест тада познатих планета. Овај рад био је темељ његове следеће књиге Astronomia nova која је објављена 1609. У књизи је заговаран хелиоцентризам и елипсе као планетарне орбите уместо кругова са епициклима. Ова књига садржи прва два од истоимена три закона планетарног кретања. Године 1619. Кеплер објављује трећи и последњи закон који објашњава везу између две планете, уместо кретања једне планете.
Кеплер, за разлику од других пре њега, одбацује претпоставку да се планете крећу униформно циркуларно, и то кретање замењује елиптичним кретањем. Такође, сматрао је да хелиоцентрични систем одговара физичкој реалности, за разлику од геоцентричног система. Упркос свим постигнућима, Кеплер није успео да објасни шта је оно што одржава планету у њеној елиптичној орбити.

#### Кеплерови закони планетарног кретања
Главни чланак: Кеплерови закони
- Први Кеплеров закон − све планете се крећу по елипсама којима је једно од жаришта Сунце.
- Други Кеплеров закон − радијус вектор (проводница) Сунце-планет (дужина која спаја средиште Сунца и тренутни положај планете), прелази у једнаким временским размацима једнаке површине.
- Трећи Кеплеров закон − Квадрати опходних времена планета пропорционални су кубовима њихових средњих удаљености од Сунца.

### Галилео Галилеј
Галилео Галилеј је био италијански научних кога понекад називају "оцем модерне посматрачке астрономије". Његова унапређења телескопа, астрономске опсервације и заступање Коперниканизма интегрални су тео коперниканске револуције.
Галилео унапређује телескоп тако да има увећавајућу моћ чак 30 пута већу него раније. Користи свој нови инструмент како би прикупио нова астрономска истраживања, које и објављује 1610. године у  Sidereus Nuncius-у. У овој књизи, описује површину Месеца као грубу, неуједначену и несавршену. Такође назначује да "граница која одваја светли део од мрачног не формира униформно овалну линију, што би се десило да је реч о савршено сферичној чврстој површини, већ је означена грубом, вијугавом линијом, као што фигура показује." Ове опсервације стављају на тест Аристотелову тврдњу да је Месец савршена сфера и ширу идеју да су небеса савршена и непроменљива.
Галилејево следеће астрономско откриће испоставиће се као неочекивано. Док је посматрао Јупитер у периоду од неколико дана, приметио је четири звезде близу Јупитера чије позиције су се мењале тако да је било немогуће да су оне фиксне звезде. После много посматрања, Галилеј је закључио да ове звезде орбитирају око Јупитера, и да су заправо месеци, а не звезде. Ово је било радикално откриће јер, према аристотелијанској космологији, сва небеска тела се окрећу око Земље и планета са месецима очигледно противречи овом популарном веровању. Док је ово откриће противречило аристотелијанском веровању, ишло је у прилог Коперниковој космологији које посматра Земљу као и све остале планете.
Године 1610., Галилео запажа да Венера има пун циклус фаза, слично менама месеца које опажамо са Земље. Ово је објашњиво коперниканским системом које тврди да ће све мене Венере бити видљиве захваљујући природи њене орбите око Сунца, за разлику од птоломејског система који тврди да само неке од Венериних мена могу бити видљиве. Захваљујући Галилеовим опсервацијама, бачена је сумња на Птоломејев систем и већина водећих астронома се преобратила у поборнике различитих хелиоцентричних модела, чинећи ово откриће једно од најутицајнијих и одлучујућих за прелазак са геоцентризма на хелиоцентризам.

### Исак Њутн
Главни чланак: Исак Њутн
Њутн је био познати енглески физичар и математичар чије је најпознатије дело Математички принципи природне филозофије. Био је централна фигура научне револуције захваљујући његовим законима кретања и универзалном закону гравитације. Њутнови закони се посматрају као завршна тачка коперниканске револуције.
Њутн је искористио Кеплерове законе да изведе свој закон гравитације. Тај закон је био први закон који је развио и предложио у Математичким принципима . Закон наводи да свака два објекта делују гравитационом силом привлачности једно на друго. Сила је пропорционална производу две масе, и инверзно пропорционална квадрату растојања између њих. Поред закона гравитације у Математичким принципима налазимо још три закона кретања. Ова три закона објашњавају инерцију, убрзање, акцију и реакцију.

### Имануел Кант
Имануел Кант у својој Критици чистог ума (издање из 1787.) повлачи паралелу између "коперниканске револуције" и епистемологије његове нове трансценденталне филозофије. Кантово поређење налази се у Предговору Другог издања Критике чистог ума (издање из 1787.; озбиљније ревизије Првог издања из 1781.). Кант тврди да, баш као што је Коперник прешао са претпоставке да се небеска тела крећу око непокретног посматрача на претпоставку о покретном посматрачу, метафизика треба да на линији Коперника пређе са претпоставке да знање мора да се подреди објектима на претпоставку да објекти морају да се уклопе у наше априорно знање.
И даље није постигнут консензус око адекватности Кантове аналогије.

## Метафоричка употреба
На Кантовом трагу, фраза "коперниканска револуција" почела је да се користи у 20. веку за било коју промену парадигме, на пример када говоримо о фројдовској психоанализи или постмодерној критичкој теорији.